# Црна лечва
Црна лечва (лат. Kobus leche smithemani) је подврста лечве, ендем Замбије. Насељава област Бангвеулу мочвара̂.

## Распрострањеност и станиште
Целокупна популација црне лечве насељава басен Бангвеулу у северној Замбији.

## Угроженост
Ова подврста се сматра рањивом у погледу угрожености од изумирања. Популација се стабилизовала од 1980-их и 1999. је износила око 30.000. Једна од главних претњи по опстанак подврсте је криволов.